# Sockel G34
Sockel G34 ist ein Prozessorsockel der Firma AMD für die Opteron-6000 Prozessorbaureihen. Er verfügt über 1974 Kontakte (Pins). Grund für die gegenüber dem Vorgänger Sockel F erhöhte Anzahl an Pins ist die Zusammenfassung zweier Prozessor-Dies in einem Gehäuse (Multi-Chip-Modul) und die damit verbundene Verdoppelung der Anzahl der Speicherkanäle von zwei auf vier. Weiter auch die Integration eines vierten HyperTransport-Links (Version 3.0), der die Kommunikation zwischen den einzelnen Prozessoren in einem Mehrprozessorsystem beschleunigen soll. Eingeführt wurde er mit den 45-Nanometer Opteron-6100 Prozessoren von AMD, die über 8 bis 12 Kerne verfügen.
2011 wurde die 6200 Reihe veröffentlicht, deren Prozessoren 4 bis 16 Integer-Kerne haben. 2012 wurde die 6300 Reihe mit denselben Kenndaten, aber verbesserter Architektur und erhöhten Taktraten veröffentlicht. 2014 erschienen die letzten neuen Modelle für Sockel G34 in Form der 6300P-Serie, allerdings ohne wesentliche Änderungen.
Im Jahr 2017 wurde G34 schließlich von Sockel SP3 abgelöst, der allerdings im Gegensatz zu diesem keine Vier-Sockel-Konfiguration mehr vorsieht. Damit einher ging die Einführung der Marke AMD Epyc als Ersatz für Opteron.

## Prozessoren für den G34

### 61xx Serie
CPUs dieser Serie tragen den Codenamen Magny-Cours. Es handelt sich um einen Verbund aus zwei Dies zu je sechs Kernen auf Basis der AMD K10 Mikroarchitektur. Sie wurden in 45 nm Strukturgröße produziert.
| Modell  | Kerne | Prozessortakt | Speicher- Unterstützung | Cache | Cache | TDP   |
| Modell  | Kerne | Prozessortakt | Speicher- Unterstützung | L2    | L3    | TDP   |
| ------- | ----- | ------------- | ----------------------- | ----- | ----- | ----- |
| 6124 HE | 8     | 1,8 GHz       | DDR2-1066 DDR3-1333     | 4 MB  | 12 MB | 85 W  |
| 6128    | 8     | 2,0 GHz       | DDR2-1066 DDR3-1333     | 4 MB  | 12 MB | 115 W |
| 6128 HE | 8     | 2,0 GHz       | DDR2-1066 DDR3-1333     | 4 MB  | 12 MB | 85 W  |
| 6132 HE | 8     | 2,2 GHz       | DDR2-1066 DDR3-1333     | 4 MB  | 12 MB | 85 W  |
| 6134    | 8     | 2,3 GHz       | DDR2-1066 DDR3-1333     | 4 MB  | 12 MB | 115 W |
| 6136    | 8     | 2,4 GHz       | DDR2-1066 DDR3-1333     | 4 MB  | 12 MB | 115 W |
| 6140    | 8     | 2,6 GHz       | DDR2-1066 DDR3-1333     | 4 MB  | 12 MB | 115 W |
| 6164 HE | 12    | 1,7 GHz       | DDR2-1066 DDR3-1333     | 6 MB  | 12 MB | 85 W  |
| 6166 HE | 12    | 1,8 GHz       | DDR2-1066 DDR3-1333     | 6 MB  | 12 MB | 85 W  |
| 6168    | 12    | 1,9 GHz       | DDR2-1066 DDR3-1333     | 6 MB  | 12 MB | 115 W |
| 6172    | 12    | 2,1 GHz       | DDR2-1066 DDR3-1333     | 6 MB  | 12 MB | 115 W |
| 6174    | 12    | 2,2 GHz       | DDR2-1066 DDR3-1333     | 6 MB  | 12 MB | 115 W |
| 6176    | 12    | 2,3 GHz       | DDR2-1066 DDR3-1333     | 6 MB  | 12 MB | 115 W |
| 6176 SE | 12    | 2,3 GHz       | DDR2-1066 DDR3-1333     | 6 MB  | 12 MB | 140 W |
| 6180 SE | 12    | 2,5 GHz       | DDR2-1066 DDR3-1333     | 6 MB  | 12 MB | 140 W |

### 62xx Serie
CPUs dieser Serie tragen den Codenamen Interlagos. Es handelt sich dabei um einen Verbund aus zwei Dies zu je vier Modulen (acht Integer-Kerne) auf Basis der AMD Bulldozer Mikroarchitektur. Sie wurden in 32 nm Strukturgröße produziert.
| Modell  | Kerne | Prozessortakt (GHz) | Prozessortakt (GHz) | Speicher- Unterstützung                    | Cache | Cache | TDP   |
| Modell  | Kerne | Basis               | Turbo               | Speicher- Unterstützung                    | L2    | L3    | TDP   |
| ------- | ----- | ------------------- | ------------------- | ------------------------------------------ | ----- | ----- | ----- |
| 6204    | 4     | 3,3                 | 3,3                 | DDR3-1333 (LRDIMM) DDR3-1600 (UDIMM/RDIMM) | 4 MB  | 16 MB | 115 W |
| 6212    | 8     | 2,6                 | 3,2                 | DDR3-1333 (LRDIMM) DDR3-1600 (UDIMM/RDIMM) | 8 MB  | 16 MB | 115 W |
| 6220    | 8     | 3,0                 | 3,6                 | DDR3-1333 (LRDIMM) DDR3-1600 (UDIMM/RDIMM) | 8 MB  | 16 MB | 115 W |
| 6234    | 12    | 2,4                 | 3,0                 | DDR3-1333 (LRDIMM) DDR3-1600 (UDIMM/RDIMM) | 12 MB | 16 MB | 115 W |
| 6238    | 12    | 2,6                 | 3,2                 | DDR3-1333 (LRDIMM) DDR3-1600 (UDIMM/RDIMM) | 12 MB | 16 MB | 115 W |
| 6262 HE | 16    | 1,6                 | 2,9                 | DDR3-1333 (LRDIMM) DDR3-1600 (UDIMM/RDIMM) | 16 MB | 16 MB | 85 W  |
| 6272    | 16    | 2,1                 | 3,0                 | DDR3-1333 (LRDIMM) DDR3-1600 (UDIMM/RDIMM) | 16 MB | 16 MB | 115 W |
| 6274    | 16    | 2,2                 | 3,1                 | DDR3-1333 (LRDIMM) DDR3-1600 (UDIMM/RDIMM) | 16 MB | 16 MB | 115 W |
| 6275    | 16    | 2,3                 | 3,2                 | DDR3-1333 (LRDIMM) DDR3-1600 (UDIMM/RDIMM) | 16 MB | 16 MB | 115 W |
| 6276    | 16    | 2,3                 | 3,2                 | DDR3-1333 (LRDIMM) DDR3-1600 (UDIMM/RDIMM) | 16 MB | 16 MB | 115 W |
| 6278    | 16    | 2,4                 | 3,3                 | DDR3-1333 (LRDIMM) DDR3-1600 (UDIMM/RDIMM) | 16 MB | 16 MB | 115 W |
| 6282 SE | 16    | 2,6                 | 3,3                 | DDR3-1333 (LRDIMM) DDR3-1600 (UDIMM/RDIMM) | 16 MB | 16 MB | 140 W |
| 6284 SE | 16    | 2,7                 | 3,4                 | DDR3-1333 (LRDIMM) DDR3-1600 (UDIMM/RDIMM) | 16 MB | 16 MB | 140 W |

### 63xx Serie
CPUs dieser Serie tragen die Codenamen Abu Dhabi bzw. Warsaw (P-Modelle). Bei beiden handelt es sich um einen Verbund aus zwei Dies zu je vier Modulen (acht Integer-Kerne) auf Basis der AMD Piledriver Mikroarchitektur. Sie wurden in 32 nm Strukturgröße produziert.
| Modell  | Kerne | Prozessortakt (GHz) | Prozessortakt (GHz) | Speicher- Unterstützung                    | Cache | Cache | TDP   |
| Modell  | Kerne | Basis               | Turbo               | Speicher- Unterstützung                    | L2    | L3    | TDP   |
| ------- | ----- | ------------------- | ------------------- | ------------------------------------------ | ----- | ----- | ----- |
| 6308    | 4     | 3,5                 | 3,5                 | DDR3-1333 (LRDIMM) DDR3-1600 (UDIMM/RDIMM) | 4 MB  | 16 MB | 115 W |
| 6320    | 8     | 2,8                 | 3,3                 | DDR3-1333 (LRDIMM) DDR3-1600 (UDIMM/RDIMM) | 8 MB  | 16 MB | 115 W |
| 6328    | 8     | 3,2                 | 3,8                 | DDR3-1333 (LRDIMM) DDR3-1600 (UDIMM/RDIMM) | 8 MB  | 16 MB | 115 W |
| 6338P   | 12    | 2,3                 | 2,8                 | DDR3-1333 (LRDIMM) DDR3-1600 (UDIMM/RDIMM) | 12 MB | 16 MB | 99 W  |
| 6344    | 12    | 2,6                 | 3,2                 | DDR3-1333 (LRDIMM) DDR3-1600 (UDIMM/RDIMM) | 12 MB | 16 MB | 115 W |
| 6348    | 12    | 2,8                 | 3,4                 | DDR3-1333 (LRDIMM) DDR3-1600 (UDIMM/RDIMM) | 12 MB | 16 MB | 115 W |
| 6366 HE | 16    | 1,8                 | 3,1                 | DDR3-1333 (LRDIMM) DDR3-1600 (UDIMM/RDIMM) | 16 MB | 16 MB | 85 W  |
| 6370P   | 16    | 2,0                 | 2,5                 | DDR3-1333 (LRDIMM) DDR3-1600 (UDIMM/RDIMM) | 16 MB | 16 MB | 99 W  |
| 6376    | 16    | 2,3                 | 3,2                 | DDR3-1333 (LRDIMM) DDR3-1600 (UDIMM/RDIMM) | 16 MB | 16 MB | 115 W |
| 6378    | 16    | 2,4                 | 3,3                 | DDR3-1333 (LRDIMM) DDR3-1600 (UDIMM/RDIMM) | 16 MB | 16 MB | 115 W |
| 6380    | 16    | 2,5                 | 3,4                 | DDR3-1333 (LRDIMM) DDR3-1600 (UDIMM/RDIMM) | 16 MB | 16 MB | 115 W |
| 6386 SE | 16    | 2,8                 | 3,5                 | DDR3-1333 (LRDIMM) DDR3-1600 (UDIMM/RDIMM) | 16 MB | 16 MB | 140 W |